# Nyodes superior
Nyodes superior är en fjärilsart som beskrevs av Emilio Berio 1971. Nyodes superior ingår i släktet Nyodes och familjen nattflyn. Inga underarter finns listade i Catalogue of Life.